# اوپلانیچ
اوپلانیچ (به صربی: Oplanić) یک منطقهٔ مسکونی در صربستان است که در کنیچ واقع شده‌است.